# Autoroute AP-61 (Espagne)
L’AP-61 est une autoroute espagnole située dans la communauté autonome de Castille-et-León de 28 km.
Elle relie Segovie au nord-ouest de Madrid à San Rafael (es) pour se connecter à l'AP-6.
Elle double la route nationale N-603
L'autoroute est payante et permet de connecter la rocade de Segovie (SG-20) à l'autoroute du nord-ouest AP-6.
Elle est concédée par Iberpistas.

## Sorties
| Sorties | Villes                     |       |
| ------- | -------------------------- | ----- |
|         | Madrid - La Corogne        | AP-6  |
| 01      | San Rafael (es)            | N-603 |
| 02      | Ortigosa de Monte          | N-603 |
|         | Péage de Ortigosa de Monte |       |
| 01      | Hontoria                   | N-603 |
|         | Rocade de Segovie          | SG-20 |